# Молаканский
Молака́нский — хутор в Красносулинском районе Ростовской области.
Административный центр Долотинского сельского поселения.

## Население
| 2010 |
| ---- |
| 694  |

## Улицы
| - ул. 1 Мая, - ул. Гагарина, - ул. Кирова, - ул. Криничная, | - ул. Победы, - ул. Придорожная, - пер. Школьный. |